# Metoda Galerkina
Metoda Galerkina – metoda przybliżonego rozwiązywania problemów z operatorami ciągłymi (np. równania różniczkowe). Opiera się na sprowadzeniu do słabej postaci wariacyjnej, dyskretyzacji przestrzeni funkcji i doprowadzeniu do postaci układu równań liniowych, którego rozwiązanie prowadzi do przybliżonego rozwiązania problemu wyjściowego. Wprowadzenie tej metody przypisywane jest rosyjskiemu matematykowi Borisowi Grigorjewiczowi Galerkinowi.
Szczególnym przypadkiem tej metody jest metoda elementów skończonych.

## Idea metody

### Słaba postać wariacyjna problemu
W metodzie Galerkina problem sprowadzany jest do słabej postaci wariacyjnej na przestrzeni Hilberta {\displaystyle V.}
Znaleźć {\displaystyle u\in V} takie by {\displaystyle \forall _{v\in V}\quad a(u,v)=f(v).}
Funkcjonał {\displaystyle a(\cdot ,\cdot )} jest tutaj formą dwuliniową a {\displaystyle f} jest ograniczonym operatorem liniowym na {\displaystyle V.}

### Dyskretyzacja Galerkina
Dyskretyzacja Galerkina polega na wybraniu dyskretnej podprzestrzeni {\displaystyle V_{n}\subset V,} wymiaru {\displaystyle n} i rozwiązaniu w tej podprzestrzeni problemu
Znaleźć {\displaystyle u_{*}\in V_{n}} takie by {\displaystyle \forall _{v_{n}\in V_{n}}\quad a(u_{*},v_{n})=f(v_{n}).}

### Ortogonalność w metodzie Galerkina
Kluczową własnością metody Galerkina jest to, że błąd jest ortogonalny do wybranej podprzestrzeni. Ponieważ {\displaystyle V_{n}\subset V,} możemy użyć {\displaystyle v_{n}} jako wektora próbnego w oryginalnym równaniu. Dla błędów {\displaystyle e_{n}=u-u_{*}} zachodzi:
{\displaystyle a(e_{n},v_{n})=a(u,v_{n})-a(u_{*},v_{n})=f(v_{n})-f(v_{n})=0.}

### Postać macierzowa
Celem metody Galerkina jest na doprowadzenie do postaci układu równań liniowych i rozwiązanie go. W tym celu tworzona jest macierz tego układu.
Niech {\displaystyle e_{1},e_{2},\dots ,e_{n}} stanowią bazę dla przestrzeni {\displaystyle V_{n}.} Wtedy wystarczy ich użyć jako funkcji próbnych równania Galerkina, tzn. zagadnienie przybiera postać:
Znaleźć {\displaystyle u_{*}\in V_{n}} takie by dla {\displaystyle i=1,\dots ,n} zachodziła równość {\displaystyle a(u_{*},e_{i})=f(e_{i}).}
Wyrażamy {\displaystyle u_{*}} w tej bazie {\displaystyle u_{*}=\sum _{j=1}^{n}u_{j}e_{j}} i podstawiamy do powyższego równania, otrzymując
{\displaystyle a\left(\sum _{j=1}^{n}u_{j}e_{j},e_{i}\right)=\sum _{j=1}^{n}u_{j}a(e_{j},e_{i})=f(e_{i})\qquad i=1,\dots ,n.}
Powyższe równania stanowią układ równań liniowych, który można zapisać jako
{\displaystyle Au=f,}
gdzie współrzędne macierzy {\displaystyle A} wyrażają się wzorem
{\displaystyle a_{ij}=a(e_{j},e_{i}),}
zaś elementy wektora prawych stron to
{\displaystyle f_{i}=f(e_{i}).}
W stosowanych w praktyce wariantach metody Galerkina często forma dwuliniowa {\displaystyle a(\cdot ,\cdot )} jest symetryczna dzięki czemu macierz układu jest macierzą symetryczną co znacznie upraszcza obliczenia.